# فرضية CoRR
فرضية CoRR تنص فرضية (كور) على أن موقع المعلومات الجينية في سيتوبلازم العضية الخلوية يسمح بتنظيم تعبيرها بواسطة حالة أكسدة («الأكسدة») منتجاتها الجينية.
CoRR هو اختصار لعبارة الموقع المشترك لتنظيم الاكسدة في حد ذاته شكل مختصر من الموقع المشترك (بين الجين والمنتج الجيني) من أجل استمرار تطور تنظيم الأكسدة لتعبير الجينات.
في عام 1993، تم عرضه في مجلة علم الأحياء النظرية بعنوان «التحكم في التعبير الجيني عن طريق إمكانية الاكسدة وشرط البلاستيدات الخضراء وميتوكوندريات الجينوم».
وتم تحديد المفهوم المركزي من خلال الاستعراض عام 1992  حيث تم عرض مصطلح «كور» في عام 2003 في المعاملات الفلسفية للجمعية الملكية بعنوان «وظيفة الجينوم في الطاقة الحيوية للعضيات».